# Eugenie Maria Morenus

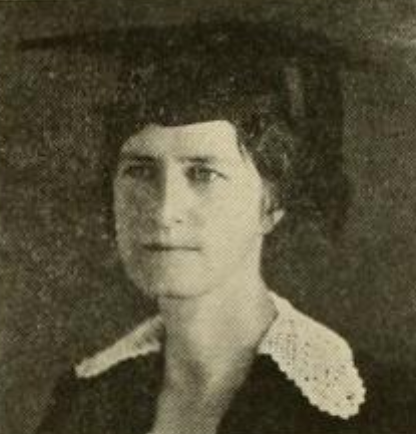
Eugenie Maria Morenus, 1921

 Eugenie Maria Morenus (* 21. Februar 1881 in Cleveland, New York, USA; † 15. Oktober 1966 in Lake Wales, Florida, USA) war eine US-amerikanische Mathematikerin und Hochschullehrerin. Sie war Gründungsmitglied der Mathematical Association of America (MAA) und von 1909 bis 1946 unterrichtete sie Latein und Mathematik am Sweet Briar College.

## Leben und Werk
Morenus war das ältere von zwei Kindern von Maria Euphemia Van Blarcom Morenus und dem Leiter einer Glashütte, Eugene Morenus. Sie machte 1898 ihren Abschluss an der Monogahela High School und erwarb 1904 einen Bachelor-Abschluss am Vassar College. Sie erhielt ein Coykendall Stipendium für das weitere Mathematikstudium und bekam 1905 einen Master-Abschluss in Mathematik. Anschließend unterrichtete sie für ein Jahr Mathematik und Latein an einer Highschool in Watertown, New York, dann bis 1908 Mathematik am Vassar College und ein weiteres Jahr Mathematik an der Poughkeepsie High School. Von 1909 bis 1916 war sie Lateinlehrerin am Sweet Briar College und anschließend dort bis 1946 Mathematikprofessorin.
Morenus studierte 1912 an der University of Chicago und 1913 in Göttingen. 1922 promovierte sie in Mathematik an der Columbia University bei Edward Kasner mit der Dissertation: Geometric properties completely characterizing the set of all the curves of constant pressure in a field of force.
1927 erhielt sie ein Anna-Brackett-Stipendium der American Association of University Women, um an der University of Cambridge  zu studieren. Nach ihrer Pensionierung 1946 am Sweet Briar College unterrichtete sie 1947 am Connecticut College for Women und verbrachte ihre Winter in Florida.
1960 richtete das Sweet Briar College einen nach Morenus benannten Stiftungsfonds für Stipendien ein.
Morenus starb 1966 im Alter von 85 Jahren in Lake Wales, Florida.

## Mitgliedschaften
- American Mathematical Society
- Mathematical Association of America
- Virginia Academy of Science
- American Association of University Women

## Veröffentlichungen
- Geometric Properties Completely Characterizing The Set of all the Curves of Constant Pressure In A Field of Force (1922). Kessinger Publishing, 2010, ISBN 978-1-165-40563-3.